# L'Avarice et la Luxure
L'Avarice et la Luxure, est une sculpture de l'artiste français Auguste Rodin, conçue entre 1885 et 1887, qui représente deux des sept péchés capitaux. Elle fait partie de son groupe sculptural la Porte de l'Enfer, où elle se trouve dans la partie inférieure de la porte droite. Il est possible que le nom soit inspiré du poème de Victor Hugo  Après une lecture du Dante:
Et la luxure immonde, et l'avarice infâme, Tous les manteaux de plomb dont peut se charger l'âme!
La pièce est composée de plusieurs parties : le torse d'un homme qui tombe, dont les bras extrêmement longs entourent une femme qui lui couvre partiellement le visage, tandis qu'il s'efforce d'attraper quelques pièces de monnaie. Il représente la cupidité. Son corps est composé du torse de L'Homme qui tombe , avec les bras dans une position différente, une nouvelle tête et de nouveaux cheveux. Luxure est représenté avec la figure féminine offrant son corps, basé sur un dessin de 1888 de Rodin, intitulé «Squelette embrassant une femme».